# Hase im Mond

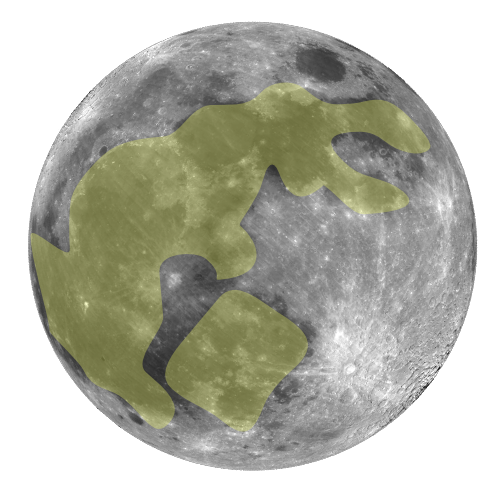
Pareidolie: Umrisse eines Hasen mit Mörser auf dem Mond

Der Hase im Mond (auch Mondhase) ist eine mythologische Gestalt, die als Pareidolie im charakteristischen Aussehen der Mondoberfläche wahrnehmbar ist. Die Figur des Hasen ist in verschiedenen Kulturen insbesondere der ostasiatischen verbreitet, wo sie in Verbindung mit einem Mörser oder Stampfbottich auftritt. Die Beschäftigung mit mythologischen Figuren ist primär Gegenstand der Volkskunde, aber auch angrenzender Fachbereiche wie etwa der Kunstgeschichte. Als Topos hat der Hase zudem Eingang ins Volksmärchen gefunden.

## Ostasien
Die Herkunft des Mythos in Ostasien ist in der Forschung umstritten. Einige Forscher nehmen als Quelle indische Schriften, insbesondere die Jataka-Erzählung an, andere sehen den Ursprung in der oralen Tradition Indonesiens verwurzelt.

### China

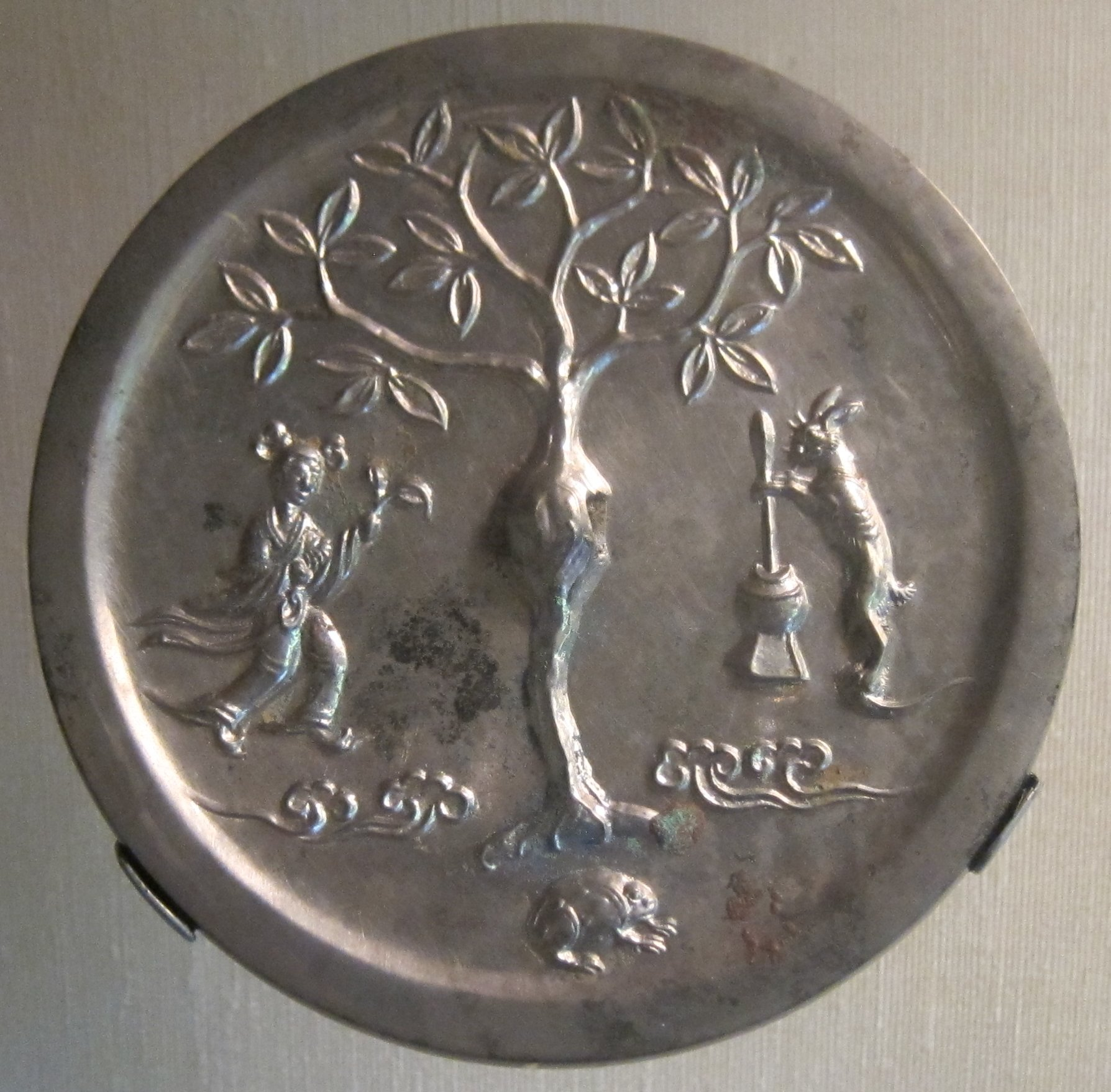
Bronzespiegel aus der Tang-Dynastie mit der Mondgöttin und dem Mondhasen

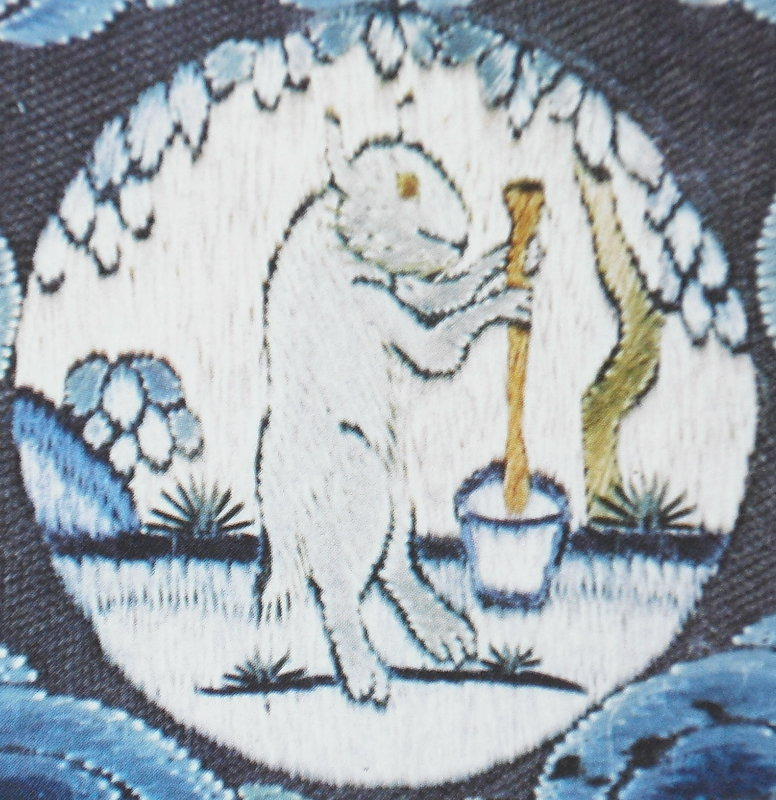
Der weiße Hase auf dem Mond bereitet das Elixier der Unsterblichkeit (kaiserliche Gewandstickerei, 18. Jahrhundert).

In der chinesischen Mythologie erscheint der „Mondhase“ (chinesisch 月兔, Pinyin yuètù) bzw. „Jadehase“ (玉兔,  yùtù) häufig als Begleiter der Mondgöttin Chang’e, für die er mit seinem Gerät das Lebenselixier stampft. Die früheste Erwähnung eines Hasen auf dem Mond findet sich in den „Chuci“, einer Anthologie chinesischer Gedichte aus der Zeit der Streitenden Reiche der Han, der zufolge ein Hase (Mondhase Yuetu) gemeinsam mit einer Kröte (Fabelkröte Chanchu) (beide uralte Fruchtbarkeitssymbole) auf dem Mond unablässig damit beschäftigt ist, pfundweise Unsterblichkeit verleihende Kräuter zu stampfen. Diese Sichtweise taucht in späteren Texten wie der „Taiping yulan“, einer Enzyklopädie der Song-Dynastie, erneut auf. Dichter der Han-Dynastie nennen den Hasen auf dem Mond „Jadehase“ oder „Goldhase“ (金兔,  jīntù); diese Wendungen werden oft stellvertretend für das Wort „Mond“ gebraucht. Im Gedicht „Der Alte Staub“ des bekannten Tang-Dichters Li Bai heißt es „Der Hase im Mond stößt die Kräuter umsonst“.
Die Chinesen verzierten während des Mondfestes die Kuchen mit dem Bild des Hasen. Sie räucherten vor seinen Bronzefiguren und befestigten bei Vollmond ein farbiges Plakat mit seinem Bild, das sie ehrfürchtig grüßten und daraufhin zeremoniell verbrannten.

### Japan
In der japanischen Mythologie wird der Mondhase als Tsuki no Usagi (月の兎) bezeichnet. Dort entspringt der Glaube an den „Mondhasen“ der Shintō-Religion und nimmt Bezug auf die Legenden „Vom Fuchs, dem Affen und dem Hasen“. Der Legende zufolge verband einen Fuchs, einen Affen und einen Hasen eine enge Freundschaft. Während sie am Tage in den Bergen miteinander spielten und gemeinsam jagten, verbrachten sie die Nacht gemeinsam im Wald. Der Herr des Himmels, Taishakuten (帝釈天), erfuhr davon und fand dies ungewöhnlich. Er suchte, als alter Wanderer verkleidet, die drei Freunde auf. Er fand sie des Abends am Lagerfeuer und bat sie um etwas zu essen. Der Affe brachte ihm sogleich Nüsse, der Fuchs gab ihm einen Fisch. Der Hase aber fand nichts, was er dem Wanderer geben konnte. Als der Affe und der Fuchs den Hasen deswegen mit Schmähungen überhäuften, sprang dieser verzweifelt ins Lagerfeuer und rief: „Iss mich!“. Der Herr des Himmels war so gerührt von dieser Geste, dass er den Körper des Hasen wiederherstellte und ihn mit zum Mond nahm. Der Rauch, den der Hase bei seiner Opferung erzeugt hatte, schlug sich auf der glänzenden Mondoberfläche nieder und ahmt noch heute seine Gestalt nach.
Eine Version dieser Geschichte findet sich in der japanischen Anthologie „Konjaku Monogatarishū“, wo ein Fuchs und ein Affe als Gefährten des Hasen fungieren.
Davon abweichend überliefert das Kojiki eine Erzählung vom Hasen, die in ihrem Inhalt mit der Erzählung „Der weiße Hase von Inaba“ (因幡の白兎, Inaba no shirousagi) übereinstimmt.

### Korea
In der koreanischen (dort als RR dal tokki, kor. 달토끼) Überlieferung rührt er lediglich die Zutaten für Reiskuchen (Mochi). Der Mörser symbolisiert dabei den Neumond, der die Mondsichel gebiert. (vgl. Mondgesicht)

## Mittelamerika
Ähnliche Legenden begegnen in der mexikanischen Folklore, wo die Muster auf der Mondoberfläche ebenfalls als Hase identifiziert werden. Nach einer aztekischen Legende lebte der Gott Quetzalcoatl eine Zeit lang als Mensch auf der Erde, wo er sich auf Reisen begab und allmählich ermüdete und ihn hungerte. Da weder Essen noch Trinken erreichbar waren, vermeinte er zu sterben. Ein Hase graste in der Nähe und bot sich ihm als Nahrung, um sein Leben zu retten. Quetzalcoatl, gerührt vom großzügigen Angebot des Hasen, erhob ihn auf den Mond, dann brachte er ihn auf die Erde zurück und sagte: „Du vermagst nur ein Hase zu sein, aber jeder wird deiner gedenken, siehe da, dein Bild im Licht, für alle Menschen und alle Zeiten.“
Eine weitere mittelamerikanische Legende schildert die Opfer Nanahuatzins während der Erschaffung der fünften Sonne. Demütig opferte er sich im Feuer, um die neue Sonne zu werden, aber der reiche Gott Tecciztecatl zögerte viermal, bevor er sich schließlich herabließ, ein Mond zu werden. Aufgrund der Feigheit Tecciztecatls beschlossen die Götter, dass der Mond weniger hell als die Sonne scheine, und einer der Götter warf einen Hasen auf dessen Oberfläche, um sein Licht zu dämpfen. Tecciztecatl soll bei seinem Selbstopfer die Gestalt eines Kaninchens angenommen haben, dessen Schatten sich noch heute dort befindet.

## Mitteleuropa

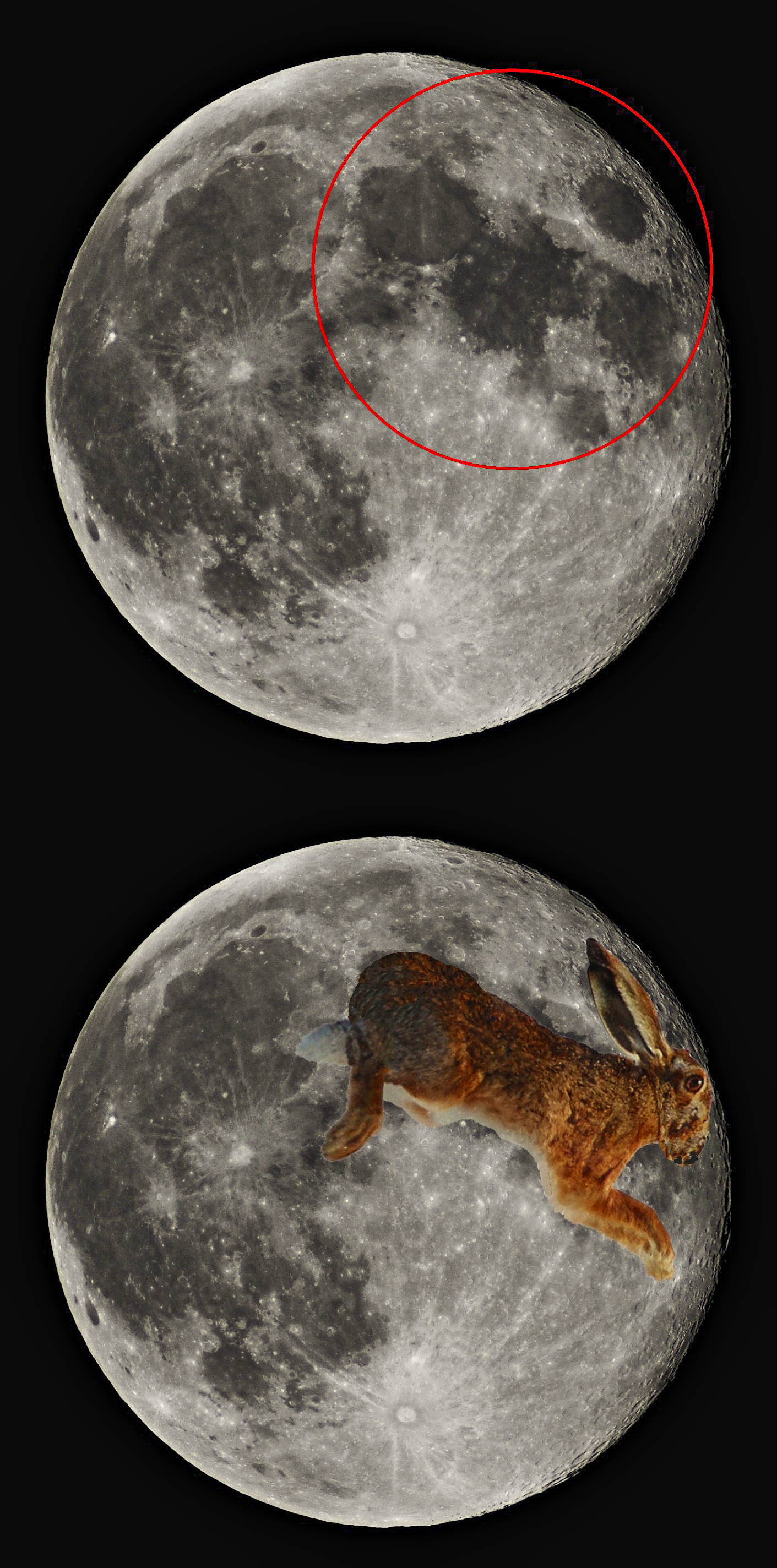
Hase im Mond in mitteleuropäischer Sicht

Wer als Jugendlicher in einem Astronomiezirkel in Mitteleuropa in die Wunder des Himmels eingeführt worden ist, dem wird vermutlich eine andere Struktur als „Hase im Mond“ lebenslang in Erinnerung geblieben sein. Folgende Maria bilden diesen „Hasen im Mond“, wie die beiden Bilder zeigen:
- Ohren – Meer der Krisen (Gefahren), Mare Crisium
- Kopf – Meer der Fruchtbarkeit, Mare Fecunditatis
- Vorderpfoten – Nektarmeer, Mare Nectaris
- Bauch – Meer der Ruhe, Mare Tranquillitatis
- Hinterteil – Meer der Heiterkeit, Mare Serenitatis
- Hinterpfoten – Meer des Dämpfe (Dünste), Mare Vaporum

Der Astronom Ewen Whitaker (1922–2016) ist vor allem für seine Arbeiten zur Selenographie und Mondkartografie bekannt. In seinem Buch „Mapping and Naming the Moon“ zeigt er unter anderem auch diese Variante des „Kaninchens im Mond“, wie es im englischen Sprachraum genannt wird. Dieser „Hase im Mond“ ist vielleicht die überzeugendste Variante, und gut zu sehen, wenn der zunehmende Mond in den Abendstunden scheint. Vor allem, wenn der Beobachter ein Fernglas dabei hat. Dieser „Hase im Mond“ zeigt sich in seiner ganzen Form ein paar Tage nach dem Halbmond.

## Buddhismus
In der buddhistischen Śaśajâtaka (Jataka-Erzählung Nr. 316), beschlossen ein Affe, ein Otter, ein Schakal und ein Hase am Tag des Vollmondes (Uposatha) ein Werk der Nächstenliebe zu vollbringen.
Als nun ein alter Mann um Nahrung bettelte, sammelten die Affen Früchte von den Bäumen, der Fischotter Fische, der Schakal stahl eine Eidechse und eine Kanne Milchquark. Aber der Hase, der allein Gras zu sammeln verstand, bot stattdessen seinen eigenen Leib und warf sich in das Feuer, das der Mann entzündet hatte. Jedoch der Hase verbrannte nicht. Der alte Mann offenbarte sich als heiliger Sakka und sprach überaus bewegt von der gezeigten Opferbereitschaft: „Wer sich selbst vergisst, wird, und sei er die niedrigste Kreatur, den Ozean des ewigen Friedens erlangen. Mögen alle Menschen aus diesem Beispiel lernen und sich zu Taten des Mitleids und Erbarmens bewegen lassen.“ Er verlegte, angerührt von der Tugend des Hasen, dessen Bild auf den Mond, dass es jedermann sähe. Es soll noch heute den Rauch zeigen, der aufstieg, als der Hase sich ins Feuer warf. 

## Trivia

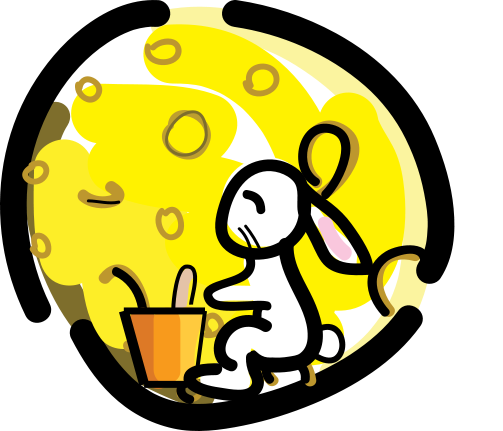
Manga-Zeichnung des Mondhasen

- Ein leicht geänderte Version (Fuchs und Affe wollen den Hasen opfern, der Weise rettet diesen aber) findet sich in Angelo Branduardis Song „La lepre nella luna“ des Albums La pulce d’acqua und dessen englischsprachiger Version „The Hare in the Moon“ auf „Fable and Fantasies“.
- Der Name der US-Band Rabbit in the Moon rührt von dieser Legende.
- Ein Mondrover, der am 1. Dezember 2013 mit der dritten Mond-Sonde Chang’e 3 von der Volksrepublik China gestartet wurde, trägt den Namen 玉兔 (Yùtù; Jadehase). Der Name wurde nach einer Online-Umfrage ausgewählt. Der Rover landete am 14. Dezember 2014 auf dem Mond und war bis zum 31. Juli 2016 in Betrieb.
- Der zweite chinesische Mondrover heißt 玉兔二号 (Yùtù èrhào; Jadehase 2) und ist seit dem 3. Januar 2019 auf der Rückseite des Mondes im Einsatz.
- In Japan bereitet der Hase in diesem Stampfbottich Mochiteig zu. Dies hat seinen Ursprung in einem Wortspiel, da „Vollmond“, in dem der Hase am sichtbarsten ist, auf Japanisch mochizuki (望月) heißt. Dies wiederum klingt weitgehend homophon zu mochi tsuki (餅つき), das „Mochistampfen“.
- In der heutigen Subkultur, besonders in modernen Anime-Serien wie zum Beispiel Saint Seiya, Sailor Moon und Yu-Gi-Oh!, finden sich beliebte und weitverbreitete Anspielungen auf den Mondhasen. In Sailor Moon beispielsweise heißt die Heldin „Tsukino Usagi“. In Yu-Gi-Oh! tritt der Mondhase unter dem Namen „Weißes Kaninchen Inaba“ als Kartenmonster auf, das den gegnerischen Spieler angreift, indem es erst mit seinem magischen Mörser die feindlichen Monster überspringt und dann dem Spieler auf den Kopf hüpft.